# Christian Hermann Ebhardt

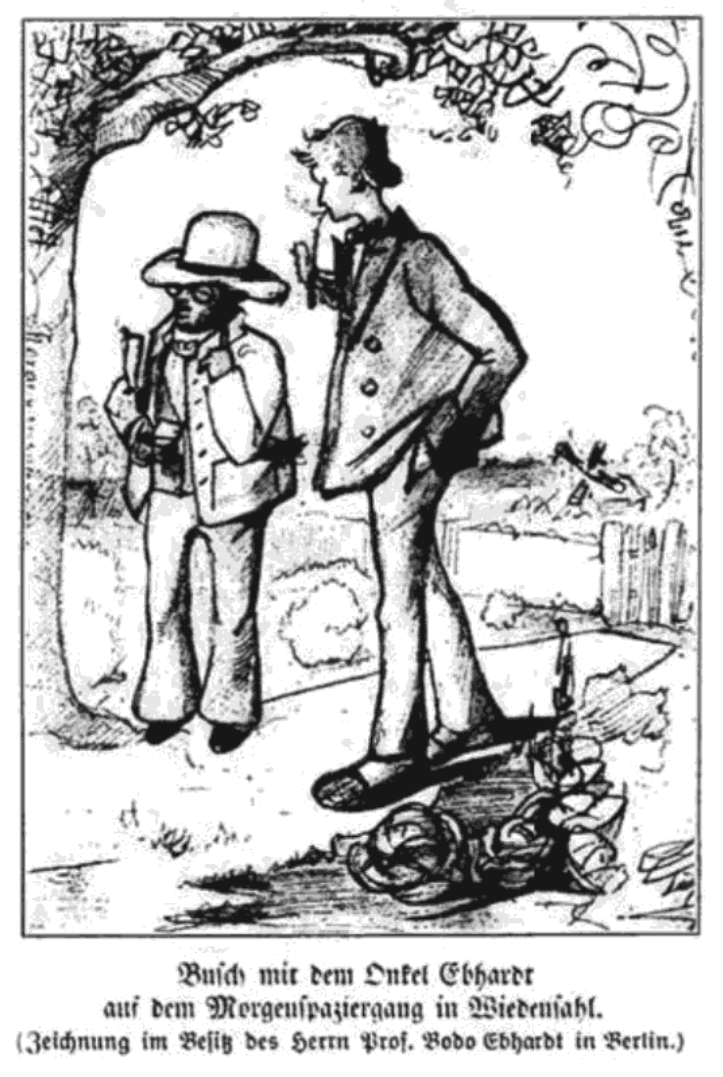
Wilhelm Busch mit seinem „Onkel Ebhardt“ beim morgendlichen Spaziergang in Wiedensahl;
um 1848, Zeichnung von Wilhelm Busch

Christian Hermann Ebhardt (geboren 29. Januar 1804 in Hannover; gestorben 13. April 1884 ebenda) war ein deutscher Rechtsanwalt und Notar, Oberlandesgerichtsanwalt und juristischer Schriftsteller.

## Leben
Ebhardt wurde zur Zeit des Kurfürstentums Braunschweig-Lüneburg während Personalunion zwischen Großbritannien und Hannover geboren und gilt als der Stammvater der älteren Linie der bürgerlichen Familie Ebhardt in Hannover.
Nach dem Studium der Rechtswissenschaften ließ er sich 1831 als Advokat und Auditor in der Residenzstadt des Königreichs Hannover nieder, bevor er später zum Königlich Hannoverschen Justizrat ernannt wurde.
Aus Ebhardts am 19. August 1831 geschlossener Ehe mit Karoline Wiederhold (Karoline Susanna Charlotte Wiederhold; geboren in Hameln an einem 2. Februar im 19. Jahrhundert; gestorben 19. Juni 1892 in Hannover), Tochter des 1810 in Spanien gestorbenen Regimentsarztes Wiederhold und dessen 1832 gestorbener Gemahlin, gingen 13, teils in der Marktkirche getaufte Kinder hervor, darunter der Kaufmann und später in Nordamerika als Offizier der Nordarmee in Togus in Maine 1892 gestorbene Gottfried Bernhard Ebhardt.
Ebhardt machte sich als Oberlandesgerichtsanwalt in Hannover und vor allem als juristischer Schriftsteller und Herausgeber einen Namen.
1884 hatte der mit dem Roten Adlerorden IV. Klasse Ausgezeichnete und mit der Verleihung der Goldenen Ehrenmedaille für Kunst und Wissenschaft Geehrte seinen Wohnsitz im Haus Bahnhofstraße 12.

## Schriften (Auswahl)
- Gesetze, Verordnungen und Ausschreiben für den Bezirk des Königl. Consistorii zu Hannover, welche in Kirchen- und Schulsachen ergangen sind, Hannover: Hellwingsche Hofbuchhandlung, 1845
  - Bd. 1; Volltext-Digitalisat des Münchener Digitalisierungszentrums
  - Bd. 2; Digitalisat
- Die Polizeistrafen des Königreichs Hannover, Hannover: Jänecke 1850; Digitalisat der Staatsbibliothek Berlin
  - Die Polizeistrafen des Königreichs Hannover nach dem Alphabet geordnet Hannover, 2. verbesserte Auflage, Hannover: Gebr. Jänecke, 1853; Digitalisat
- Das Gesetz über die Bildung der Schwurgerichte und das provisorische Gesetz über das mündlich-öffentliche Verfahren mit Geschworenen vom 24. Dec. 1849, Hannover 1850; Digitalisat
- Sammlung der Verordnungen für das Königreich Hannover aus der Zeit vor dem Jahre 1813, Hannover: Carl Rümpler; 1855;
  - Band 1: Erste Abtheilung: Rechts-Sachen; Digitalisat
  - Band 2: 2. Anhang zur ersten Abtheilung. Abth. II Staatsverfassung. Abth.III. Geistliche und Schulsachen; Volltext-Digitalisat
  - Band 3: Abth. IV. Militair-Sachen. Abth. V. Cameral- und Finanz-Sachen. Abth. VI. Polizei-Sachen; Digitalisat